# Alec Medlock
Alec Medlock (Torrance, California, 13 de marzo de 1990) es un actor, escritor, productor de cine y actor de voz estadounidense. Es principalmente conocido por su papel de Craig Ramírez en la serie estadounidense de sitcom, Drake y Josh.

## Biografía
Alec Medlock nació el 13 de marzo de 1990 en Torrance, California. Alec es trilingüe, habla francés, inglés y mandarín. Obtuvo cinta negra en Kung Fu y estudia piano desde los seis años de edad. Actualmente reside en Los Ángeles, California.

## Carrera
Alec Medlock inició su carrera actoral en el año 2000, cuando interpretó a Andre en el corto estadounidense, Les soldats. Luego en el año 2001 participó en el episodio Álgebra 1 de la serie estadounidense Danny. Ese mismo año interpretó a Dennis en la película estadounidense Dennis y a Darren Perlies en el episodio Sacrificies de la serie de televisión estadounidense, Family Law. En 2003 interpretó a Leland a los 12 años de edad en la película estadounidense El mundo de Leland.

## Filmografía
| Año       | Título                                                        | Papel                       | Notas                      |
| --------- | ------------------------------------------------------------- | --------------------------- | -------------------------- |
| 2000      | Les Soldats                                                   | André                       |                            |
| 2001      | Danny                                                         |                             |                            |
| 2001      | Dennis                                                        | Dennis                      | Protagonista               |
| 2001      | Leyes de familia                                              | Darren Perliss              | Personaje invitado         |
| 2003      | El mundo de Leland                                            | Leland a los 12 años        | Leland a los 12 años       |
| 2003      | The Long Ride Home                                            | Daniel Fowler               | Niño                       |
| 2003      | La juez Amy                                                   | Greg Goodman                | Aparición en un episodio   |
| 2003      | En busca del valle encantado 10: El viaje de los cuellilargos | Piecito (voz)               | Voz                        |
| 2004      | Cold Case                                                     | Dominic LaSalle             | Aparición en un episodio   |
| 2004      | The Man in the Moon                                           | Joseph                      | Coprotagonista             |
| 2004      | Arnold Schwarzenegger: A VH1 Popumentary                      | Young Antreb                | Coprotagonista             |
| 2004      | 7th Heaven                                                    | Bart                        | Aparición en dos episodios |
| 2005      | Dinotopia: Quest for the Ruby Sunstone                        | Kex (voz)                   | Voz                        |
| 2003/2006 | Malcolm                                                       | Kid (2006), Rubinger (2003) | Aparición en dos episodios |
| 2007      | Insatiable                                                    | Buddy                       |                            |
| 2007      | Locos por el surf                                             | Voz                         | Voz                        |
| 2007      | State of Mind                                                 | Bryce                       | Aparición en dos episodios |
| 2004-2007 | Drake & Josh                                                  | Craig Ramírez               | Personaje secundario       |
| 2008      | Merry Christmas, Drake & Josh                                 | Craig Ramírez               | Personaje secundario       |
| 2009      | Almacén 13                                                    | Bobby Busecki               | Aparición en un episodio   |
| 2009      | Star Wars: The Clone Wars                                     | Wag Too (voz)               |                            |
| 2009      | Les Soldats                                                   | André                       |                            |
| 2010      | Les Soldats                                                   | André                       |                            |

- Datos: Q9600735